# Perdita ainsliei
Perdita ainsliei är en biart som beskrevs av Crawford 1932. Perdita ainsliei ingår i släktet Perdita och familjen grävbin. Inga underarter finns listade i Catalogue of Life.